# Aegean Tennis Cup 2010
L'Aegean Tennis Cup 2010 è stato un torneo professionistico di tennis maschile giocato sul cemento, che faceva parte della categoria Tretorn SERIE+ nell'ambito dell'ATP Challenger Tour 2010. Si è giocato a Rodi in Grecia dal 26 aprile al 2 maggio 2010.

## Partecipanti

### Teste di serie
| Nazionalità   | Giocatore         | Ranking* | Testa di serie |
| ------------- | ----------------- | -------- | -------------- |
| Svizzera      | Marco Chiudinelli | 56       | 1              |
| Israele       | Dudi Sela         | 70       | 2              |
| Germania      | Rainer Schüttler  | 99       | 3              |
| Taipei cinese | Lu Yen-hsun       | 102      | 4              |
| Giamaica      | Dustin Brown      | 105      | 5              |
| Israele       | Harel Levy        | 124      | 6              |
| Svizzera      | Stéphane Bohli    | 132      | 7              |
| Germania      | Björn Phau        | 142      | 8              |

- Ranking al 19 aprile 2010.

### Altri partecipanti
Giocatori che hanno ricevuto una wild card:
- Theodoros Angelinos
- Konstantinos Economidis
- Paris Gemouchidis
- Alexander Jakupovic

Giocatori passati dalle qualificazioni:
- Denis Gremelmayr
- Mikhail Ledovskikh
- Andis Juška
- Andrej Martin

## Campioni

### Singolare
Dudi Sela ha battuto in finale  Rainer Schüttler, 7–6(3), 6–3

### Doppio
Dustin Brown /  Simon Stadler hanno battuto in finale  Jonathan Marray /  Jamie Murray, 7–6(4), 6(4)–7, [10-7]